# Лаундис (окръг, Мисисипи)
Окръг Лаундис (на английски: Lowndes County) е окръг в щата Мисисипи, Съединени американски щати. Площта му е 1336 km², а населението - 61 586 души (2000). Административен център е град Кълъмбъс.